# Кашаму, Буруджи
Буруджи Кашаму (англ. Buruji Kashamu; 19 мая 1958, Огун, Колония и протекторат Нигерия — 8 августа 2020, Лагос, Нигерия) — нигерийский политический деятель, сенатор (2015—2019).

## Биография
Мусульманин. Образование получил в Питман-колледже в Лондоне. Удостоен звания почётного доктора философии.
Член Народно-демократической партии Нигерии, был председателем Организационно-мобилизационного комитета НДП в Юго-Западной Нигерии.
Был избран в сенат Нигерии, представлял штат Огун в Национальном собрании, работал заместителем председателя сенатского комитета по государственному и местному самоуправлению.
В 2018 году был исключен из партии, в октябре того же года решение было аннулировано Высоким судом Абуджи. В 2019 году был кандидатом на пост губернатора штата Огун от НДП.
В 1998 году при попытке въехать в страну Б. Кашаму был арестован с $ 230 000 наличными в Соединенном Королевстве и обвинён в хранении наркотиков. Был оправдан и освобождён. Британские власти отклонили запрос США об экстрадиции его по обвинению в распространении наркотиков.
Умер в Лагосе 8 августа 2020 года от осложнений, вызванных COVID-19.